# Manfred Donike
Manfred Donike (Erftstadt, 23 de agosto de 1933-21 de agosto de 1995) fue un ciclista y químico alemán, conocido por sus investigaciones sobre el dopaje. Falleció durante un vuelo entre Fráncfort del Meno y Johannesburgo. Residía en Rölsdorf (Düren).

## Carrera deportiva
Empezó su carrera deportiva como amateur en el Radsportgesellschaft 1919 Hürth, y fue el corredor más importante de su equipo hasta que empezó a correr como profesional. Ganó varias veces el campeonato de clubes en la vuelta a Hürth. Aprendió a correr en pista en el velódromo de Hürth. En la década de 1950 fue uno de los ciclistas en pista más exitosos, junto con Paul Vadder y Dieter Gieseler; con el primero fue campeón amateur de Alemania en Americana en 1954. Junto a Edi Gieseler fue campeón de Alemania en Americana. Participó en varias carreras de seis días, algunas de ellas en Estados Unidos; fue compañero del campeón del mundo Heinz Müller. En 1960 y 1961 participó en el Tour de Francia.

## Trayectoria científica
Estudió química en Colonia y se doctoró en 1965. A finales de la década de 1960 trabajó en la empresa farmacéutica Grünenthal, donde mejoró la técnica de la cromatografía de gases. Fue nombrado en 1977 director del instituto de bioquímica de la Escuela Superior de Deportes de Alemania.
Para 1972 desarrolló un procedimiento analítico para detectar casos de dopaje en Juegos Olímpicos. En los Juegos Olímpicos de Múnich 1972 empezó a usar ordenador para procesar las muestras, lo que aumentó la rapidez de los análisis y la cantidad de ellos que se podían realizar. Poco antes de los Juegos Olímpicos de Seúl 1988 desarrolló un sistema para detectar el estanozolol, gracias al cual se pudo detectar el caso de dopaje de Ben Johnson.
Junto con su colaborador Johann Zimmermann descubrió a principios de la década de 1980 que la testosterona sintética se degrada más lentamente a epitestosterona que la testosterona producida por el propio cuerpo. Esta investigación sirvió para desarrollar los test que miden la relación testosterona/epitestosterona, que desde 1982 se emplean en distintas competiciones deportivas.
En 1995 se fundó el Manfred Donike Institut für Dopinganalytik e.V. en la Escuela Superior de Deportes de Alemania.

## Familia
Sus hijos son los exciclistas Manfred y Alexander Donike. Falleció en un vuelo a Zimbabue de un ataque cardíaco.